# Roggentin, Rostock
Roggentin är en kommun och ort i Landkreis Rostock i förbundslandet Mecklenburg-Vorpommern i Tyskland.
Kommunen ingår i kommunalförbundet Amt Carbäk tillsammans med kommunerna Broderstorf, Poppendorf och Thulendorf.